# Kyparissovouno
Kyparissovouno (turecky Selvili tepe) je s nadmořskou výškou 1024 m nejvyšší horou Severního Kypru. Kyparissovouno se nachází v pohoří Kyrenia, asi 25 km severozápadně od Nikósie.

## Přístup
Na vrcholu stojí vysílač, ke kterému vede od severu úzká silnice.